# 南島原市立野田小学校
南島原市立野田小学校（みなみしまばらしりつ のだしょうがっこう）は、長崎県南島原市加津佐町乙にある公立小学校。

## 概要
歴史
1874年（明治7年）創立の「第五大学区第二中学区野田小学校」を前身とする。2014年（平成26年）に創立140周年を迎えた。
校章
1971年（昭和46年）に制定。馬場賀臣によるデザイン。地元の象徴である「岩戸山」、「海」、「波の花」をモチーフとしてデザインされた。
校歌
1961年（昭和36年）に制定。作詞は宮崎一彰、作曲は寺崎良平による。歌詞は3番まであり、各番に校名の「野田」が登場する。
校区
南島原市加津佐町の西串、東串、小松、花房、西越崎、東越崎、辻、上里、旭団地、下里、泉が丘。
中学校区は南島原市立加津佐中学校。

## 沿革
- 1874年（明治7年）11月29日 - 「第五大学区第二中学区野田小学校」が創立[1]。
- 1883年（明治16年）1月1日 - 津波見分校を開設。
- 1884年（明治17年）4月1日 - 「加津佐学区公立下等野田小学校」に改称。
- 1886年（明治19年）4月1日 - 小学校令の施行により、「簡易野田小学校」に改称。修業年限を3年とする。
  - 津波見分校が分離し、簡易津波見小学校として独立。
- 1889年（明治22年）4月1日 - 町村制の施行により、加津佐村立の小学校となる。
- 1893年（明治26年）4月1日 - 「野田尋常小学校」に改称。修業年限を4年とする。
- 1899年（明治32年）4月 - 統合により「加津佐尋常小学校辻分教場」となる[2]。
- 1907年（明治40年）4月1日 - 加津佐尋常小学校より分離し、「野田尋常小学校」として独立。
- 1928年（昭和3年）1月1日 - 加津佐町の発足（町制施行）により、加津佐町立の小学校となる。
- 1941年（昭和16年）4月1日 - 国民学校令の施行により、「加津佐町野田国民学校」に改称。尋常科が初等科に改められる（初等科6年）。
- 1947年（昭和22年）4月1日 - 学制改革（六・三制の実施）により国民学校初等科が改組され、「加津佐町立野田小学校」が発足。
- 1955年（昭和30年）- 運動場を拡張。
- 1961年（昭和36年）- 校歌を制定。
- 1963年（昭和38年）- 脱脂粉乳によるミルク給食を開始。
- 1971年（昭和46年）- 完全給食を開始。校旗・校章を制定（1月20日）。普賢岳登山を開始。
- 1978年（昭和53年）- 体育館が完成。
- 1979年（昭和54年）- 新校舎が完成。
- 2006年（平成18年）3月31日 - 南島原市の発足に伴い、「南島原市立野田小学校」に改称。
- 2008年（平成20年）- 簡易水洗トイレ工事が完成。
- 2012年（平成24年）- 耐震工事が完了。
- 2013年（平成25年）4月1日 - 特別支援学級を新設。

## 周辺
- 愛宕保育園
- 野田保育園
- 若木保育園